# I liga polska w koszykówce mężczyzn (1947/1948)
Polska Liga Koszykówki 1947/1948.
Pierwsze mistrzostwa Polski w koszykówce mężczyzn rozgrywane systemem ligowym. Sezon rozpoczął się 30 listopada 1947 r. W zmaganiach rozgrywanych systemem kołowym brało udział 9 zespołów. Były to: YMCA Łódź, AZS Warszawa, Znicz Pruszków, ZZK Poznań, Warta Poznań, Wisła Kraków, YMCA Gdańsk, które  zostały zakwalifikowane do ligi na podstawie zeszłorocznych wyników oraz RKS Tur Łódź i AZS Kraków, które wygrały kwalifikacje. Pierwszym triumfatorem ligi i mistrzem Polski została ekipa YMCA Łódź, która w całym sezonie poniosła tylko jedną porażkę. Z ligi spadły YMCA Gdańsk i Znicz Pruszków.

## Tabela końcowa
| Miejsce | Zespół         | Mecze | Zwycięstwa-Porażki | Bilans punktów |
| 1.      | YMCA Łódź      | 16    | 15-1               | 771:518        |
| 2.      | ZZK Poznań     | 16    | 13-3               | 752:547        |
| 3.      | Warta Poznań   | 16    | 10-6               | 598:588        |
| 4.      | AZS Warszawa   | 16    | 9-7                | 667:596        |
| 5.      | Wisła Kraków   | 16    | 7-9                | 699:759        |
| 6.      | RKS Tur Łódź   | 16    | 7-9                | 605:651        |
| 7.      | AZS Kraków     | 16    | 6-10               | 581:629        |
| 8.      | YMCA Gdańsk    | 16    | 5-11               | 619:699        |
| 9.      | Znicz Pruszków | 16    | 0-16               | 413:718        |

Do I ligi awansowała Zgoda Świętochłowice.

## Klasyfikacja medalowa mistrzostw Polski po sezonie
Tabela obejmuje wyłącznie pierwszą dziesiątkę klasyfikacji.
|    | Klub                     |   |   |   |
| -- | ------------------------ | - | - | - |
| 1. | AZS Poznań               | 4 | 1 | 0 |
| 2. | Lech Poznań              | 3 | 2 | 3 |
| 3. | Cracovia                 | 2 | 2 | 4 |
| 4. | YMCA Kraków              | 2 | 0 | 0 |
| 5. | Czarna Trzynastka Poznań | 1 | 0 | 1 |
| 6. | AZS Warszawa             | 1 | 0 | 0 |
| 6. | YMCA Łódź                | 1 | 0 | 0 |
| 8. | Polonia Warszawa         | 0 | 6 | 1 |
| 9. | Varsovia                 | 0 | 1 | 0 |
| 9. | WKS Łódź                 | 0 | 1 | 0 |
| 9. | Wisła Kraków             | 0 | 1 | 0 |